# Collegio di Milton Keynes Central
Milton Keynes Central è un collegio elettorale situato nel Buckinghamshire, nel Sud Est dell'Inghilterra, e rappresentato alla Camera dei Comuni del Parlamento del Regno Unito. Elegge un membro del Parlamento con il sistema first-past-the-post, ossia maggioritario a turno unico; l'attuale parlamentare è Emily Darlington del Partito Laburista, che rappresenta il collegio dal 2024.

## Estensione
Il collegio è costituito dai seguenti ward della città di Milton Keynes: Broughton, Campbell Park and Old Woughton, Central Milton Keynes, Danesborough & Walton, Loughton and Shenley, Monkston, Shenley Brook End e Woughton and Fishermead.

## Membri del parlamento
| Elezione | Elezione | Deputato         | Partito   |
| -------- | -------- | ---------------- | --------- |
|          | 2024     | Emily Darlington | Laburista |

## Risultati elettorali

### Elezioni negli anni 2020
| Partito                    | Partito                                      | Candidato                  | Risultati 4 luglio 2024 | Risultati 4 luglio 2024 |
| Partito                    | Partito                                      | Candidato                  | Voti                    | %                       |
| -------------------------- | -------------------------------------------- | -------------------------- | ----------------------- | ----------------------- |
|                            | Laburista                                    | Emily Darlington           | 20 209                  | 42,34                   |
|                            | Conservatore                                 | Johnny Luk                 | 12 918                  | 27,07                   |
|                            | Reform UK                                    | David Reilly               | 6 245                   | 13,08                   |
|                            | Lib Dem                                      | James Cox                  | 4 931                   | 10,33                   |
|                            | Verde                                        | Frances Bonney             | 3 226                   | 6,76                    |
|                            | Heritage                                     | Alfred Saint-Clair         | 200                     | 0,42                    |
|                            |                                              |                            |                         |                         |
| Iscritti                   | Iscritti                                     | Iscritti                   | 81 078                  | 100,00                  |
| ↳ Votanti (% su iscritti)  | ↳ Votanti (% su iscritti)                    | ↳ Votanti (% su iscritti)  | 47 930                  | 59,12                   |
| ↳ Astenuti (% su iscritti) | ↳ Astenuti (% su iscritti)                   | ↳ Astenuti (% su iscritti) | 33 148                  | 40,88                   |
|                            |                                              |                            |                         |                         |
|                            | Esito: collegio a Laburista (nuovo collegio) |                            |                         |                         |